# Großer Preis von Russland 2019
Der Große Preis von Russland 2019 (offiziell Formula 1 VTB Russian Grand Prix 2019) fand am 29. September auf dem Sochi Autodrom in Sotschi statt und war das 16. Rennen der Formel-1-Weltmeisterschaft 2019.

## Berichte

### Hintergründe
Nach dem Großen Preis von Singapur führte Lewis Hamilton in der Fahrerwertung mit 65 Punkten vor Valtteri Bottas und mit jeweils 96 Punkten vor Charles Leclerc und Max Verstappen. In der Konstrukteurswertung führte Mercedes mit 133 Punkten vor Ferrari und mit 238 Punkten vor Red Bull Racing.
Beim Großen Preis von Russland stellte Pirelli den Fahren die Reifenmischungen P Zero Hard (weiß, Mischung C2), P Zero Medium (gelb, C3) und P Zero Soft (rot, C4) sowie für Nässe Cinturato Intermediates (grün) und Cinturato Full-Wets (blau) zur Verfügung.
Sebastian Vettel (neun), Lance Stroll (sieben), Daniel Ricciardo, Verstappen (jeweils fünf), Antonio Giovinazzi (vier), Kevin Magnussen, Romain Grosjean (jeweils drei), Hamilton, Daniil Kwjat, Carlos Sainz jr. (jeweils zwei), Alexander Albon, Pierre Gasly, Sergio Pérez und George Russell (jeweils einer) gingen mit Strafpunkten ins Rennwochenende.
Mit Hamilton (dreimal) und Bottas (einmal) traten zwei ehemalige Sieger zu diesem Grand Prix an.
Als Rennkommissare für dieses Rennwochenende fungierten Gerd Ennser (DEU), Andrew Mallalieu (BRB), Emanuele Pirro (ITA) und George Andreev (RUS).

### Training
Im ersten freien Training erzielte Leclerc in 1:34,462 Minuten die schnellste Rundenzeit vor Verstappen und Vettel.
Im zweiten freien Training war Verstappen in 1:33,162 Minuten Schnellster vor Leclerc und Bottas.
Im dritten freien Training fuhr Leclerc in 1:32,733 Minuten die Bestzeit vor Vettel und Hamilton.

### Qualifying
Das Qualifying bestand aus drei Teilen mit einer Nettolaufzeit von 45 Minuten. Im ersten Qualifying-Segment (Q1) hatten die Fahrer 18 Minuten Zeit, um sich für das Rennen zu qualifizieren. Alle Fahrer, die im ersten Abschnitt eine Zeit erzielten, die maximal 107 Prozent der schnellsten Rundenzeit betrug, qualifizierten sich für den Grand Prix. Die besten 15 Fahrer erreichten den nächsten Teil. Vettel war Schnellster. Kwjat nahm wegen eines Motorschadens im dritten freien Training nicht am Qualifying teil und qualifizierte sich nicht für den Grand Prix. Das Segment wurde nach einem Unfall von Albon unterbrochen. Außer ihm schieden die Williams-Fahrer und Kimi Räikkönen aus.
Der zweite Abschnitt (Q2) dauerte 15 Minuten. Die zehn schnellsten Piloten qualifizierten sich für den dritten Teil des Qualifyings und mussten mit den hier verwendeten Reifen das Rennen starten, alle übrigen Piloten hatten freie Reifenwahl für den Rennstart. Die Mercedes-Piloten fuhren ihre schnellste Rundenzeit auf der Medium-Mischung, alle übrigen Piloten fuhren auf Soft. Leclerc war Schnellster. Die Racing-Point-Piloten, Magnussen, Giovinazzi und Gasly schieden aus.
Der finale Abschnitt (Q3) ging über eine Zeit von zwölf Minuten, in denen die ersten zehn Startpositionen vergeben wurden. Leclerc fuhr mit einer Rundenzeit von 1:31,628 Minuten die Bestzeit vor Hamilton und Vettel. Es war die sechste Pole-Position für Leclerc in der Formel-1-Weltmeisterschaft, davon die vierte in Folge.
Albon, Gasly und Verstappen wurde wegen der Verwendung des fünften Verbrennungsmotors in dieser Saison um fünf Startplätze nach hinten versetzt. Kubica wurde wegen der Verwendung des vierten Exemplars von Verbrennungsmotor, Turbolader und MGU-H in dieser Saison ans Ende des Feldes versetzt. Obwohl er sich nicht qualifiziert hatte, wurde Kwjat zum Renen zugelassen, da er im freien Training ausreichend schnell gewesen war. Er wurde zudem wegen der Verwendung des sechsten Exemplars von Verbrennungsmotor, Turbolader, MGU-H und des fünften Exemplars der MGU-K in dieser Saison ans Ende des Feldes versetzt.

### Rennen
Beim Start übernahm Vettel die Führung und überholet sowohl Leclerc als auch Hamilton. Dahinter kam es zu einer Berührung zwischen Grosjean und Giovinazzi, welche die Rennleitung dazu zwang, das Safety-Car auf die Strecke zu schicken. Weiter hinten startete Räikkönen vor dem Erlöschen der Ampel, stoppte aber sofort und wurde von den anderen Fahrern überholt, anschließend wurde der finnische Fahrer wegen eines Fehlstarts mit einer Durchfahrtsstrafe und zwei Punkten auf der Superlizenz bestraft.
Beim Restart befanden sich hinter den ersten drei Sainz jr., Bottas, Lando Norris und Pérez. In den folgenden Runden bat Leclerc per Funk darum, dass Vettel ihm die Position überlässt, nachdem er ihn durch den Windschatten am Start begünstigt hatte, um an Hamilton vorbeizukommen. Allerdings fuhr der Deutsche mehrere schnelle Runden und behielt dabei stets einen gewissen Vorsprung vor seinem Teamkollegen. In Runde sieben setzte sich Bottas gegen Sainz jr. durch und belegte den vierten Platz.
In Runde acht überholte Verstappen Pérez und belegte den achten Platz. Der Niederländer setzte seine Aufholjagd in den folgenden Runden fort und überholte zunächst Norris und dann Sainz jr. In der 14. Runde übernahm Nico Hülkenberg den achten Platz vor Pérez. Drei Runden später stoppte der Deutsche an der Box, um Mediums zu montieren. Aufgrund der Langsamkeit des Stopps fiel er auf den 17. Platz zurück. Zwischen der 20. und 21. Runde stoppten die beiden McLaren und entschieden sich für die mittleren Mischungen.
Leclerc stoppte in Runde 23 und wechselte auf mittlere Reifen. In derselben Runde überholte Albon nach einem langen Duell Gasly für den achten Platz. Der andere Ferrari-Fahrer, Vettel, der Führende, stoppte in Runde 27. In der folgenden Runde, nachdem er vor Leclerc wieder ins Rennen eingestiegen war, musste der Deutsche aufgrund eines Motorleistungsverlusts aufgeben. Die Rennleitung legte das virtuelle Safety-Car fest, da sich Vettels Auto in einer als gefährlich geltenden Position befand.
Die beiden Mercedes nutzten die Situation aus und fuhren sofort an die Box, um die Reifen zu wechseln. Die beiden Fahrer wechseln von Medium- auf Soft-Reifen, wobei Hamilton vor Leclerc, der nun Zweiter war, und vor Bottas ins Rennen zurückkehrte. Auch Verstappen war auf neuen Reifen mit mittlerer Mischung unterwegs. Der Niederländer war nun Vierter vor Sainz jr., Magnussen und Norris.
Beim Restart kam Russell von der Strecke ab: Dies führte zu einem erneuten Einsatz des Safety-Cars. Zu diesem Zeitpunkt beschloss Leclerc, einen neuen Stopp einzulegen und auf weiche Reifen umzusteigen. Der Monegasse kehrte als Dritter, ebenfalls hinter Bottas, ins Rennen zurück.
Beim Restart setzte Leclerc Bottas unter Druck und schaffte es, bis auf eine Sekunde an den Finnen heranzukommen und so DRS nutzen zu können. Der Ferrari-Pilot versuchte mehrere Runden lang, Druck auf den Mercedes-Piloten auszuüben, konnte ihn aber nicht überholen.
Hamilton gewann schließlich das Rennen vor Bottas und Leclerc. Es war der 82. Sieg für Hamilton in der Formel-1-Weltmeisterschaft. Die restlichen Punkteplatzierungen belegten Verstappen, Albon, Sainz, Pérez, Norris, Magnussen und Hülkenberg. Da Hamilton die schnellste Rennrunde erzielt hatte, erhielt er einen zusätzlichen Punkt.
In der Fahrerwertung baute Hamilton seinen Vorsprung gegenüber Bottas aus, Leclerc blieb Dritter. In der Konstrukteurswertung blieben die ersten drei Plätze unverändert.

## Meldeliste
| Team                             | Nr. | Fahrer             | Chassis                       | Motor                         | Reifen |
| -------------------------------- | --- | ------------------ | ----------------------------- | ----------------------------- | ------ |
| Mercedes-AMG Petronas Motorsport | 44  | Lewis Hamilton     | Mercedes-AMG F1 W10 EQ Power+ | Mercedes-AMG F1 M10 EQ Power+ | P      |
| Mercedes-AMG Petronas Motorsport | 77  | Valtteri Bottas    | Mercedes-AMG F1 W10 EQ Power+ | Mercedes-AMG F1 M10 EQ Power+ | P      |
| Scuderia Ferrari                 | 05  | Sebastian Vettel   | Ferrari SF90                  | Ferrari 064                   | P      |
| Scuderia Ferrari                 | 16  | Charles Leclerc    | Ferrari SF90                  | Ferrari 064                   | P      |
| Aston Martin Red Bull Racing     | 33  | Max Verstappen     | Red Bull Racing RB15          | Honda RA619H                  | P      |
| Aston Martin Red Bull Racing     | 23  | Alexander Albon    | Red Bull Racing RB15          | Honda RA619H                  | P      |
| Renault F1 Team                  | 03  | Daniel Ricciardo   | Renault R.S.19                | Renault E-Tech 19             | P      |
| Renault F1 Team                  | 27  | Nico Hülkenberg    | Renault R.S.19                | Renault E-Tech 19             | P      |
| Haas F1 Team                     | 08  | Romain Grosjean    | Haas VF-19                    | Ferrari 064                   | P      |
| Haas F1 Team                     | 20  | Kevin Magnussen    | Haas VF-19                    | Ferrari 064                   | P      |
| McLaren F1 Team                  | 55  | Carlos Sainz jr.   | McLaren MCL34                 | Renault E-Tech 19             | P      |
| McLaren F1 Team                  | 04  | Lando Norris       | McLaren MCL34                 | Renault E-Tech 19             | P      |
| SportPesa Racing Point F1 Team   | 11  | Sergio Pérez       | Racing Point RP19             | BWT Mercedes                  | P      |
| SportPesa Racing Point F1 Team   | 18  | Lance Stroll       | Racing Point RP19             | BWT Mercedes                  | P      |
| Alfa Romeo Racing                | 07  | Kimi Räikkönen     | Alfa Romeo Racing C38         | Ferrari 064                   | P      |
| Alfa Romeo Racing                | 99  | Antonio Giovinazzi | Alfa Romeo Racing C38         | Ferrari 064                   | P      |
| Red Bull Toro Rosso Honda        | 26  | Daniil Kwjat       | Scuderia Toro Rosso STR14     | Honda RA619H                  | P      |
| Red Bull Toro Rosso Honda        | 10  | Pierre Gasly       | Scuderia Toro Rosso STR14     | Honda RA619H                  | P      |
| ROKiT Williams Racing            | 63  | George Russell     | Williams FW42                 | Mercedes-AMG F1 M10 EQ Power+ | P      |
| ROKiT Williams Racing            | 88  | Robert Kubica      | Williams FW42                 | Mercedes-AMG F1 M10 EQ Power+ | P      |

## Klassifikationen

### Qualifying
| Pos.                                                                      | Fahrer             | Konstrukteur              | Q1         | Q2       | Q3       | Start |
| ------------------------------------------------------------------------- | ------------------ | ------------------------- | ---------- | -------- | -------- | ----- |
| 01                                                                        | Charles Leclerc    | Ferrari                   | 1:33,613   | 1:32,434 | 1:31,628 | 01    |
| 02                                                                        | Lewis Hamilton     | Mercedes                  | 1:33,320   | 1:33,134 | 1:32,032 | 02    |
| 03                                                                        | Sebastian Vettel   | Ferrari                   | 1:33,032   | 1:32,536 | 1:32,053 | 03    |
| 04                                                                        | Max Verstappen     | Red Bull Racing-Honda     | 1:33,368   | 1:32,634 | 1:32,310 | 09    |
| 05                                                                        | Valtteri Bottas    | Mercedes                  | 1:33,726   | 1:33,281 | 1:32,632 | 04    |
| 06                                                                        | Carlos Sainz jr.   | McLaren-Renault           | 1:34,184   | 1:33,807 | 1:33,222 | 05    |
| 07                                                                        | Nico Hülkenberg    | Renault                   | 1:34,236   | 1:33,898 | 1:33,289 | 06    |
| 08                                                                        | Lando Norris       | McLaren-Renault           | 1:34,201   | 1:33,725 | 1:33,301 | 07    |
| 09                                                                        | Romain Grosjean    | Haas-Ferrari              | 1:34,283   | 1:33,643 | 1:33,517 | 08    |
| 10                                                                        | Daniel Ricciardo   | Renault                   | 1:34,138   | 1:33,862 | 1:33,661 | 10    |
| 11                                                                        | Pierre Gasly       | Scuderia Toro Rosso-Honda | 1:34,456   | 1:33,950 | –        | 16    |
| 12                                                                        | Sergio Pérez       | Racing Point-BWT Mercedes | 1:34,336   | 1:33,958 | –        | 11    |
| 13                                                                        | Antonio Giovinazzi | Alfa Romeo Racing-Ferrari | 1:34,755   | 1:34,037 | –        | 12    |
| 14                                                                        | Kevin Magnussen    | Haas-Ferrari              | 1:33,889   | 1:34,082 | –        | 13    |
| 15                                                                        | Lance Stroll       | Racing Point-BWT Mercedes | 1:34,287   | 1:34,233 | –        | 14    |
| 16                                                                        | Kimi Räikkönen     | Alfa Romeo Racing-Ferrari | 1:34,840   | –        | –        | 15    |
| 17                                                                        | George Russell     | Williams-Mercedes         | 1:35,356   | –        | –        | 17    |
| 18                                                                        | Robert Kubica      | Williams-Mercedes         | 1:36,474   | –        | –        | 18    |
| 19                                                                        | Alexander Albon    | Red Bull Racing-Honda     | 1:39,197   | –        | –        | Box   |
| 107-Prozent-Zeit: 1:39,544 min (bezogen auf Q1-Bestzeit von 1:33,032 min) |                    |                           |            |          |          |       |
| DNQ                                                                       | Daniil Kwjat       | Scuderia Toro Rosso-Honda | keine Zeit | –        | –        | 19    |

Anmerkungen
1. ↑  Verstappen wurde wegen der Verwendung des fünften Verbrennungsmotors in dieser Saison um fünf Startplätze nach hinten versetzt.
2. ↑  Gasly wurde wegen der Verwendung des vierten Verbrennungsmotors in dieser Saison um fünf Startplätze nach hinten versetzt.
3. ↑  Kubica wurde wegen der Verwendung des vierten Exemplars von Verbrennungsmotor, Turbolader und MGU-H in dieser Saison ans Ende des Feldes versetzt.
4. ↑  Albon wurde wegen der Verwendung des fünften Verbrennungsmotors in dieser Saison um fünf Startplätze nach hinten versetzt.
5. ↑  Kwjat wurde wegen der Verwendung des sechsten Exemplars von Verbrennungsmotor, Turbolader, MGU-H und des fünften Exemplars der MGU-K in dieser Saison ans Ende des Feldes versetzt.
6. ↑  Obwohl er sich nicht qualifiziert hatte, wurde Kwjat zum Renen zugelassen, da er im freien Training ausreichend schnell gewesen war.

### Rennen
| Pos. | Fahrer             | Konstrukteur              | Runden | Stopps | Zeit        | Start | Schnellste Runde |
| ---- | ------------------ | ------------------------- | ------ | ------ | ----------- | ----- | ---------------- |
| 01   | Lewis Hamilton     | Mercedes                  | 53     | 1      | 1:33:38.992 | 02    | 1:35,761 (51.)   |
| 02   | Valtteri Bottas    | Mercedes                  | 53     | 1      | + 3,829     | 04    | 1:36,316 (50.)   |
| 03   | Charles Leclerc    | Ferrari                   | 53     | 2      | + 5,212     | 01    | 1:36,193 (52.)   |
| 04   | Max Verstappen     | Red Bull Racing-Honda     | 53     | 1      | + 14,210    | 09    | 1:36,937 (47.)   |
| 05   | Alexander Albon    | Red Bull Racing-Honda     | 53     | 1      | + 38,348    | Box   | 1:36,762 (50.)   |
| 06   | Carlos Sainz jr.   | McLaren-Renault           | 53     | 1      | + 45,889    | 05    | 1:38,020 (53.)   |
| 07   | Sergio Pérez       | Racing Point-BWT Mercedes | 53     | 1      | + 48,728    | 11    | 1:38,043 (49.)   |
| 08   | Lando Norris       | McLaren-Renault           | 53     | 1      | + 57,749    | 07    | 1:38,301 (52.)   |
| 09   | Kevin Magnussen    | Haas-Ferrari              | 53     | 1      | + 58,779    | 13    | 1:38,130 (53.)   |
| 10   | Nico Hülkenberg    | Renault                   | 53     | 2      | + 59,841    | 06    | 1:38,519 (53.)   |
| 11   | Lance Stroll       | Racing Point-BWT Mercedes | 53     | 1      | + 1:00,821  | 14    | 1:38,611 (53.)   |
| 12   | Daniil Kwjat       | Scuderia Toro Rosso-Honda | 53     | 2      | + 1:02,496  | 19    | 1:38,228 (52.)   |
| 13   | Kimi Räikkönen     | Alfa Romeo Racing-Ferrari | 53     | 2      | + 1:08,910  | 15    | 1:38,589 (51.)   |
| 14   | Pierre Gasly       | Scuderia Toro Rosso-Honda | 53     | 1      | + 1:10,076  | 16    | 1:38,606 (51.)   |
| 15   | Antonio Giovinazzi | Alfa Romeo Racing-Ferrari | 53     | 2      | + 1:13,346  | 12    | 1:38,696 (51.)   |
| –    | Robert Kubica      | Williams-Mercedes         | 28     | 3      | DNF         | 18    | 1:42,327 (24.)   |
| –    | George Russell     | Williams-Mercedes         | 27     | 1      | DNF         | 17    | 1:41,705 (18.)   |
| –    | Sebastian Vettel   | Ferrari                   | 26     | 1      | DNF         | 03    | 1:38,245 (16.)   |
| –    | Daniel Ricciardo   | Renault                   | 24     | 2      | DNF         | 10    | 1:41,284 (22.)   |
| –    | Romain Grosjean    | Haas-Ferrari              | 1      | 0      | DNF         | 08    | –                |

## WM-Stände nach dem Rennen
Die ersten zehn des Rennens bekamen 25, 18, 15, 12, 10, 8, 6, 4, 2 bzw. 1 Punkt(e). Zusätzlich gab es einen Punkt für die schnellste Rennrunde, da der Fahrer unter den ersten zehn landete.

### Fahrerwertung
| Pos. | Fahrer           | Konstrukteur                                      | Punkte |
| ---- | ---------------- | ------------------------------------------------- | ------ |
| 01   | Lewis Hamilton   | Mercedes                                          | 322    |
| 02   | Valtteri Bottas  | Mercedes                                          | 249    |
| 03   | Charles Leclerc  | Ferrari                                           | 215    |
| 04   | Max Verstappen   | Red Bull Racing-Honda                             | 212    |
| 05   | Sebastian Vettel | Ferrari                                           | 194    |
| 06   | Pierre Gasly     | Red Bull Racing-Honda / Scuderia Toro Rosso-Honda | 69     |
| 07   | Carlos Sainz jr. | McLaren-Renault                                   | 66     |
| 08   | Alexander Albon  | Scuderia Toro Rosso-Honda / Red Bull Racing-Honda | 52     |
| 09   | Lando Norris     | McLaren-Renault                                   | 35     |
| 10   | Daniel Ricciardo | Renault                                           | 34     |

| Pos. | Fahrer             | Konstrukteur              | Punkte |
| ---- | ------------------ | ------------------------- | ------ |
| 11   | Nico Hülkenberg    | Renault                   | 34     |
| 12   | Daniil Kwjat       | Scuderia Toro Rosso-Honda | 33     |
| 13   | Sergio Pérez       | Racing Point-BWT Mercedes | 33     |
| 14   | Kimi Räikkönen     | Alfa Romeo Racing-Ferrari | 31     |
| 15   | Kevin Magnussen    | Haas-Ferrari              | 20     |
| 16   | Lance Stroll       | Racing Point-BWT Mercedes | 19     |
| 17   | Romain Grosjean    | Haas-Ferrari              | 8      |
| 18   | Antonio Giovinazzi | Alfa Romeo Racing-Ferrari | 4      |
| 19   | Robert Kubica      | Williams-Mercedes         | 1      |
| 20   | George Russell     | Williams-Mercedes         | 0      |

### Konstrukteurswertung
| Pos. | Konstrukteur          | Punkte |
| ---- | --------------------- | ------ |
| 1    | Mercedes              | 571    |
| 2    | Ferrari               | 409    |
| 3    | Red Bull Racing-Honda | 311    |
| 4    | McLaren-Renault       | 101    |
| 5    | Renault               | 68     |

| Pos. | Konstrukteur              | Punkte |
| ---- | ------------------------- | ------ |
| 06   | Scuderia Toro Rosso-Honda | 55     |
| 07   | Racing Point-BWT Mercedes | 52     |
| 08   | Alfa Romeo Racing-Ferrari | 35     |
| 09   | Haas-Ferrari              | 28     |
| 10   | Williams-Mercedes         | 1      |